# Howard Waldrop

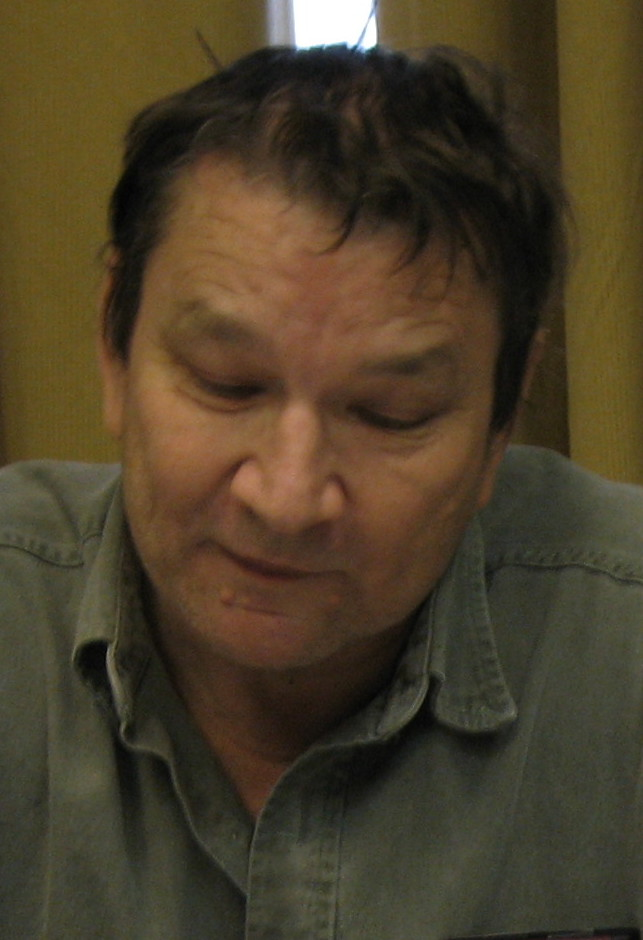
Howard Waldrop 2007

Howard Waldrop (* 15. September 1946 in Houston, Mississippi; † 14. Januar 2024 in Austin, Texas) war ein US-amerikanischer Science-Fiction-Schriftsteller.

## Leben und Werke
Waldrop besuchte von 1962 bis 1965 die High School in Arlington, Texas, und studierte danach bis 1974 an der University of Texas ebenda. Während seiner Studienzeit arbeitete er als Setzer für die Arlington Daily News, als Werbetexter und diente von 1970 bis 1972 in der US Army. Von 1975 bis 1980 war er Tester bei Dynastat in Austin, eine auf Qualitätsmessung von Audioübertragung spezialisierte Firma.
Waldrop schrieb in erster Linie Kurzgeschichten, die häufig das Thema Alternative Geschichte behandeln. So auch seine bekannteste Erzählung The Ugly Chickens (dt. Die häßlichen Hühnchen), die eine alternative Version vom Aussterben des Dodo erzählt. Die Erzählung gewann sowohl den Nebula Award (1980) als auch den World Fantasy Award (1981). Seine Erzählung Custer’s Last Jump (1976), die er zusammen mit Steven Utley schrieb, mit dem er mehrfach zusammenarbeitete, wurde ebenfalls für den Nebula Award nominiert. Der Titel spielt auf Custer’s Last Stand an, die berühmte letzte Schlacht George Armstrong Custers am Little Big Horn. Um genau diese Schlacht geht es in der als historischer Text aufgemachten Erzählung, nur dass hier die Sioux nicht auf Mustangs reiten, sondern in Eindeckern angreifen. Die Erzählung gehört zusammen mit Black as the Pit, from Pole to Pole (1977, auch mit Steven Utley, deutsch als Schwarz wie der Abgrund, von Pol zu Pol) zu den Vorläufern des Steampunk.
Viele weitere Erzählungen Waldrops wurden für den Nebula und den Hugo Award nominiert. Seine Kurzgeschichtensammlung Night of the Cooters: More Neat Stories wurde 1992 mit dem Locus Award ausgezeichnet. In seiner Erzählung Ike at the Mike kommt es zu einer fiktiven Begegnung des Jazztrompeters Louis Armstrongs mit Dwight D. Eisenhower, der hier die Züge des Klarinettisten Benny Goodman trägt.
Für sein Lebenswerk wurde Waldrop 2021 mit dem World Fantasy Award ausgezeichnet.
Er starb am 14. Januar 2024 im Alter von 77 Jahren an den Folgen eines Schlaganfalls in Austin, Texas.

## Bibliografie
Romane
- The Texas-Israeli War: 1999 (1974, mit Jake Saunders)
- Them Bones (1984)

Sammlungen
- Howard Who? (1986)
- All About Strange Monsters of the Recent Past (1987)
- Night of the Cooters (1990)
- Strange Monsters of the Recent Past (1991)
- Going Home Again (1997)
- Dream Factories and Radio Pictures (2001)
- Custer’s Last Jump and Other Collaborations (2003)
- Heart Of Whitenesse (2005)
- The Horse of a Different Color (That You Rode In On) / The King of Where-I-Go (2006)
- Things Will Never Be the Same: A Howard Waldrop Reader: Selected Short Fiction 1980–2005 (2007)
- Other Worlds, Better Lives: A Howard Waldrop Reader: Selected Long Fiction 1989–2003 (2008)
- Horse of a Different Color: Stories (2013)
- H’ard Starts: The Early Waldrop  (2023)

Kurzgeschichten
- Lunchbox (1972)
- A Voice and Bitter Weeping (1973, mit Jake Saunders)
- Mono No Aware (1973)
- My Sweet Lady Jo (1974)
- Time and Variance (1974, mit Jake Saunders und Steven Utley)
- Custer’s Last Jump (1976, mit Steven Utley)
  - Deutsch: Custers letzter Absprung. In: Wolfgang Jeschke (Hrsg.): Die große Uhr. Heyne Science Fiction & Fantasy #3541, 1977, ISBN 3-453-30434-9.
- Der Untergang des Abendlandesmenschen (1976)
- Save a Place in the Lifeboat for Me (1976)
- Sun Up (1976, mit A. A. Jackson, IV)
  - Deutsch: Sternentod. In: Jack Dann, George Zebrowski (Hrsg.): Zwölfmal schneller als das Licht. Bastei Lübbe Science Fiction Special #24101, 1987, ISBN 3-404-24101-0.
- Unsleeping Beauty and the Beast (1976)
- Sic Transit...? A Shaggy Hairless-Dog Story (1976, auch als Willow Beeman, mit Steven Utley)
- Men of Greywater Station (1976, mit George R. R. Martin)
  - Deutsch: Keine Rettung für die Station Greywater. In: George R. R. Martin: Lieder von Sternen und Schatten. Goldmann Science Fiction #23331, 1979, ISBN 3-442-23331-3.
- Mary Margaret Road-Grader (1976)
- Moamrath in Hollywood: Cthu’lablanca and Other Lost Screenplays (1976, auch als Cthu’lablanca and Other Lost Screenplays, 1988)
- Black as the Pit, from Pole to Pole (1977, mit Steven Utley)
  - Deutsch: Schwarz wie der Abgrund, von Pol zu Pol. In: Wolfgang Jeschke (Hrsg.): Science Fiction Story Reader 19. Heyne Science Fiction & Fantasy #3944, 1983, ISBN 3-453-30872-7.
- The Adventure of the Grinder’s Whistle (1977)
- Dr. Hudson’s Secret Gorilla (1977)
  - Deutsch: Dr. Hudsons geheimnisvoller Gorilla. In: Michel Parry (Hrsg.): King Kongs Rivalen. Pabel (Vampir Taschenbuch #76), 1979.
- Horror, We Got (1979)
- All About Strange Monsters of the Recent Past (1980)
- Billy Big-Eyes (1980)
  - Deutsch: Billy Big-Eyes. In: H. J. Alpers (Hrsg.): Kopernikus 5. Moewig Science Fiction #3563, 1982, ISBN 3-8118-3563-7.
- In the Shubbi Arms (1980, mit Steven Utley)
- The Ugly Chickens (1980)
  - Deutsch: Die häßlichen Hühner. In: H. J. Alpers (Hrsg.): Kopernikus 6. Moewig Science Fiction #3575, 1982, ISBN 3-8118-3575-0. Auch als: Die häßlichen Hühnchen. In: Terry Carr (Hrsg.): Die schönsten Science Fiction Stories des Jahres: Band 1. Heyne Science Fiction & Fantasy #4021, 1983, ISBN 3-453-30928-6.
- “… The World As We Know’t” (1982)
- Green Brother (1982)
- God’s Hooks! (1982)
- Ike at the Mike (1982)
- Apprenticeship (1983)
- Man-Mountain Gentian (1983)
- Helpless, Helpless (1984)
- What Makes Heironymous Run? (1985)
- Flying Saucer Rock & Roll (1985)
- Heirs of the Perisphere (1985)
- Fair Game (1986)
  - Deutsch: Hemingways Jagd. In: Pamela Sargent, Ian Watson (Hrsg.): Das unentdeckte Land. Bastei Lübbe Science Fiction Special #24112, 1988, ISBN 3-404-24112-6.
- The Lions Are Asleep This Night (1986)
- Thirty Minutes Over Broadway! (1987)
- Night of the Cooters (1987)
- He-We-Await (1987)
- French Scenes (1988)
  - Deutsch: Französische Filmszenen. In: George Zebrowski (Hrsg.): Synergy 2. Heyne, 1992, ISBN 3-453-05383-4.
- Wild, Wild Horses (1988)
- Do Ya, Do Ya, Wanna Dance? (1988, auch als Do Ya, Do Ya Wanna, Wanna Dance?, 1991)
- Hoover’s Men (1988)
- A Dozen Tough Jobs (1989)
- The Passing of the Western (1989)
- Fin de Cyclé (1990)
- The Effects of Alienation (1992)
- You *Could* Go Home Again (1993)
- Household Words; or, The Powers-That-Be (1994)
- Why Did? (1994)
- The Sawing Boys (1994)
- Occam’s Ducks (1995)
- El Castillo de la Perseverancia (1995)
- Flatfeet! (1996)
- Scientifiction (1997)
- Heart of Whitenesse (1997)
- US (1998)
- Mr. Goober’s Show (1998)
- The Dynasters: Vol. 1: On the Downs (1999)
- London, Paris, Banana ... (2000)
- Our Mortal Span (2000)
- Winter Quarters (2000)
- Major Spacer in the 21st Century (2001)
- One Horse Town (2001, mit Leigh Kennedy)
- The Other Real World (2001)
- Calling Your Name (2003)
- The Latter Days of the Law (2003, mit Bruce Sterling)
- Why Then Ile Fit You (2003)
- A Better World’s in Birth! (2003)
- D = R × T (2003)
- The Wolf-Man of Alcatraz (2004)
- “The Bravest Girl I Ever Knew …” (2005)
- The Horse of a Different Color (That You Rode In On) (2005)
- The King of Where-I-Go (2005)
- Thin, on the Ground (2006)
- Crab (2006, mit Steven Utley)
- Kindermarchen (2007)
- Avast, Abaft! (2008)
- Frogskin Cap (2009)
- Ninieslando (2010)
- The Dead Sea-Bottom Scrolls (2013)
- Till the Cows Come Home to Roost (2018)